# Campylopus pauper
Campylopus pauper är en bladmossart som beskrevs av Mitten 1869. Campylopus pauper ingår i släktet nervmossor, och familjen Dicranaceae. Inga underarter finns listade i Catalogue of Life.